# دراقوناس كلايبيدا
دراقوناس كلايبيدا هو نادي كرة يد في ليتوانيا. يلعب في الدوري الليتواني لكرة اليد. تبلغ سعة ملعبه 500 متفرجا. فاز بالدوري في 2010، 2011، 2014، 2013، 2014.